# Nikolai Iwanowitsch Pankin
Nikolai Iwanowitsch Pankin (russisch Николай Иванович Панкин; * 2. Januar 1949 in Moskau; † 13. Oktober 2018 in Murom) war ein sowjetischer Schwimmer, der einmal Olympiadritter und zweimal Europameister im 100-Meter-Brustschwimmen war.

## Karriere
Am 18. April 1968 stellte der 1,78 m große Nikolai Pankin seinen ersten Weltrekord über 100 Meter Brust auf, als er in Moskau 1:06,2 min brauchte und damit den Weltrekord des Brasilianers José Fiolo um zwei Zehntelsekunden unterbot. Bei den Olympischen Spielen 1968 in Mexiko-Stadt fand zunächst der Wettbewerb über 100 Meter Brust statt. Pankin gewann seinen Vorlauf vor Klaus Katzur aus der DDR und sein Halbfinale vor dem Argentinier Alberto Forrelli. Im Finale gewann Donald McKenzie aus den Vereinigten Staaten in 1:07,7 min vor den beiden sowjetischen Schwimmern Wladimir Kossinski und Nikolai Pankin, die beide 1:08,0 min schwammen, Vierter wurde José Fiolo in 1:08,1 min. Über 200 Meter Brust war Pankin im Vorlauf Zweiter hinter Brian Job aus den Vereinigten Staaten. Im Finale siegte vor heimischem Publikum der Mexikaner Felipe Múñoz vor Wladimir Kossinski und Brian Job. Nikolai Pankin belegte in 2:30,3 min mit 0,4 Sekunden Rückstand auf Brian Job den vierten Platz. Mit der 4-mal-100-Meter-Lagenstaffel belegte Pankin im Vorlauf den zweiten Platz hinter Japan. Im Finale traten vier andere Schwimmer für die Sowjetunion an als im Vorlauf und gewannen die Bronzemedaille. Die nur im Vorlauf eingesetzten Sportler erhielten 1968 noch keine Medaillen.
1969 stellte Pankin mit 1:05,8 min einen weiteren Weltrekord über 100 Meter Brust auf, der erst 1972 von John Hencken unterboten wurde. Über 200 Meter Brust stellte Pankin 1969 zwei Weltrekorde auf, den zweiten mit 2:25,4 min. Dieser Rekord wurde 1970 von Brian Job unterboten.
Bei den Europameisterschaften 1970 in Barcelona gewann Pankin den Titel über 100 Meter vor Roger-Philippe Menu aus Frankreich. Über 200 Meter siegte Klaus Katzur vor Pankin. Nach Gold und Silber gewann Pankin eine Bronzemedaille mit der sowjetischen Lagenstaffel in der Besetzung Wiktor Krasko, Nikolai Pankin, Wladimir Nemschilow und Leonid Iljitschow. Zwei Jahre später bei den Olympischen Spielen 1972 in München belegte er den siebten Platz über 100 Meter Brust, schied über 200 Meter Brust im Vorlauf aus und erreichte mit der Lagenstaffel den vierten Platz.
1973 siegte Pankin über 200 Meter Brust bei der Universiade in Moskau. Bei den Europameisterschaften 1974 in Wien erhielt Pankin wie 1970 einen kompletten Medaillensatz. Über 100 Meter gewann er vor dem Deutschen Walter Kusch, über 200 Meter erkämpfte er Silber hinter dem Briten David Wilkie. Die Lagenstaffel mit Igor Potjakin, Nikolai Pankin, Wiktor Scharygin und Wladimir Bure erreichte den dritten Platz hinter den Staffeln aus der Bundesrepublik Deutschland und aus dem Vereinigten Königreich. 1975 gewann Pankin seine letzte internationale Medaille, als er bei den Weltmeisterschaften in Cali über 200 Meter Brust den dritten Platz hinter dem Briten David Wilkie und Rick Colella aus den Vereinigten Staaten belegte. Bei den Olympischen Spielen 1976 in Montreal schied er über 100 Meter Brust im Vorlauf aus, belegte den siebten Platz über 200 Meter Brust und schwamm nur im Vorlauf in der Lagenstaffel mit, die im Finale den fünften Platz belegte.
Pankin gewann 13 sowjetische Meistertitel, fünf über 200 Meter Brust und je vier über 100 Meter Brust und mit der Lagenstaffel. Seine Bestzeit über 100 Meter Brust von 1:05,38 min schwamm er 1976, über 200 Meter Brust erreichte er 1975 2:21,37 min. Nach seiner aktiven Laufbahn wurde er Schwimmtrainer, sein erfolgreichster Schützling war Dmitri Wolkow, der als Brustschwimmer drei olympische Medaillen gewann.